# Lešane (Suva Reka)
Pour les articles homonymes, voir Lešane.
Pour l’article homonyme, voir Lješane.
Leshan en albanais et Lešane en serbe latin (en serbe cyrillique : Лешане) est une localité du Kosovo située dans la commune/municipalité de Theranda/Suva Reka et dans le district de Prizren/Prizren. Selon le recensement de 2011, elle compte 1 607 habitants.
Depuis 2011, les données du recensement intègrent la population du petit village voisin de Topličane.

## Histoire
Sur le territoire du village se trouve un tumulus illyrien proposé pour une inscription sur liste des monuments culturels du Kosovo.

## Démographie

### Évolution historique de la population dans la localité
| 1948 | 1953 | 1961 | 1971  | 1981  | 1991  | 2011  |
| ---- | ---- | ---- | ----- | ----- | ----- | ----- |
| 649  | 755  | 866  | 1 181 | 1 575 | 2 052 | 1 607 |

|  |

### Répartition de la population par nationalités (2011)
En 2011, les Albanais représentaient 97,76 % de la population et les Ashkalis 3,11 %.